# Lokomotiva Český lev

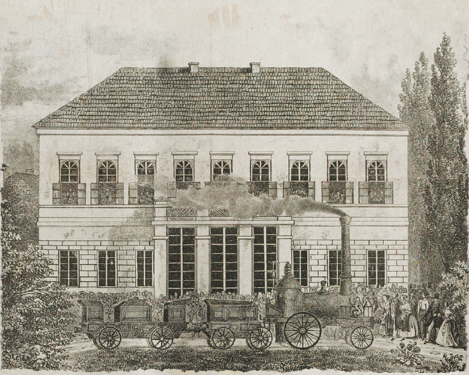
Lokomotiva Český lev

Lokomotiva Český lev byla první parní lokomotivou vyrobenou v Českém království. Lokomotivu a pravděpodobně i vagony vyrobila firma Breitfield, založená v roce 1837 a specializující se na výrobu parních kotlů. Jednalo se o zmenšeninu skutečných lokomotiv vyráběných především v Anglii, přibližně v poměru 1 : 4. Technická dokumentace se nezachovala, existuje jediný plakát s dobovou rytinou. Se soupravou otevřených výletních vagonů byla uvedena do provozu v květnu roku 1841 na Slovanském ostrově v Praze, na kruhové trati dlouhé cca 160 metrů. Provoz atrakce  nebyl dlouhý. Obdobné atrakce pak byly dočasně zřizovány i v dalších městech. V té době již byla pravidelně provozována skutečná železnice z Vídně do Brna. Do Prahy byl však železniční provoz zaveden až dne 20. srpna 1845, na vídeňsko-pražské dráze. 

## Napodobenina
Od roku 2009 je provozována na Slovanském ostrově v Praze napodobenina nazvaná Český lvíček. Hlavní odlišnosti jsou: elektrický pohon místo parního, chybějící tendr na uhlí, chybějící parní rozvody a pohon kol, chybějící lavice strojvůdce, zkrácená délka trati na třetinu. Atrakci financovala městská část Praha 1.